# Trichophysetis preciosalis
Trichophysetis preciosalis is een vlinder van de familie van de grasmotten (Crambidae), uit de onderfamilie van de Glaphyriinae. De wetenschappelijke naam van deze soort is voor het eerst voorgesteld als Pyralis preciosalis door Christian Guillermet in een publicatie uit 1996.
De soort komt voor in Madagaskar en Réunion.